# Giuseppe Giorgio Gori
 Giuseppe Giorgio Gori (París, 1906 - Florencia, 1969 ) fue un arquitecto italiano.

## Biografía
Nació en París en 1906, hijo de un ebanista fiorentino, Gregorio Gori, y se estableció en Florenia en el 1924 donde asistió la Institución Superior de Arquitectura, acabando en 1934 con una tesis titulada "Organización hostelera de Florencia".
En su actividad profesional colaboró con los protagonistas de la arquitectura de Florencia de los años 50 y 60. Su nombre está legado principalmente al Mercado de las Flores (Pescia) realizado en 1949. 
Paralelamente a la actividad profesional ejerció actividad de enseñanza empezando como asistente de Giovanni Michelucci en la universidad de Florencia y concluyó como Presidente de la facultad desde 1966 hasta 1969, año de su muerte.

## Obras
- Casa Littoria en Donnini, Reggello, Florencia, 1940
- Centro didattico nazionale en Florencia (1941)
- Mercado de las Flores en Pescia (1948-1951) en colaboración con Emilio Brizzi, Enzo Gori, Leonardo Erizos, Leonardo Savioli
- Clínica Ortopédica Universitaria en Perugia (1951#-1954)
- Palazzo della Cassa di Risparmio de Florencia (1952)
- Puente Amerigo Vespucci en Florencia (1954)
- Piano particolareggiato dell'area di Coverciano en Florencia (1953)
- Nuevo complejo hostelero en Prato (1955-64) en colaboración con Rolando Pagnini
- Estudios para el barrio Sorgane en Florencia (1957)
- Iglesia de Santa Maria Assunta en Soliera Apuana (1957)
- Instituto profesional Luigi Einaudi en Grosseto (1957-1961)
- Sede de Ingeniería Civil de Pistoya (1959-1960)
- Sede ACI de Florencia (1958)
- Palacio de la Aduana de Livorno (1959)
- Palacio del Tribunal de Grosseto (1959)
- Palacio de la Ripa de Florencia (1961-1962)
- Palacio de la Pretura de Pescia (1963)
- Casa del Estudiante en Viale Morgagni, Florencia, (1964-1968)

## Archivo
La Biblioteca de Ciencias tecnológicas (sede de Arquitectura) de la Universidad de Estudios de Florencia posee el Fondo Giuseppe Giorgio Gori.